# Micrelephas crassipalpis
Micrelephas crassipalpis är en fjärilsart som beskrevs av Paul Dognin 1905. Micrelephas crassipalpis ingår i släktet Micrelephas och familjen Crambidae. Inga underarter finns listade i Catalogue of Life.